# Ne dis rien (film, 2003)
Pour plus de détails, voir Fiche technique et Distribution.
Ne dis rien (en espagnol : Te doy mis ojos, Je te donne mes yeux) est un film espagnol réalisé par Icíar Bollaín, sorti en 2003.

## Synopsis
Pilar s'enfuit au milieu de la nuit de sa maison, située dans un quartier périphérique et résidentiel de Tolède ; elle emmène son fils de huit ans avec elle. Dans sa fuite, ils se réfugient dans la maison de la sœur de Pilar, une restauratrice d'art qui mène une vie indépendante avec son partenaire écossais, tous deux résidant dans la partie ancienne et historique de Tolède.
Pilar est une victime de violences conjugales. Elle tente de reconstruire sa vie et commence à travailler comme caissière pour les visites touristiques dans l'église qui abrite le tableau El entierro del Conde de Orgaz. Grâce à ce nouvel emploi, elle commence à interagir avec d'autres femmes. Antonio, son mari, entreprend sa recherche et son rétablissement, promet de changer et demande l'aide d'un psychologue. Pilar donne une autre chance à son mari, malgré l'opposition de sa sœur, qui n'arrive pas à comprendre son attitude.
Malgré les efforts d'Antonio pour suivre les conseils de thérapie, sa personnalité violente et son manque de confiance en lui le dominent et il finit par déshabiller et humilier publiquement sa femme sur un balcon.
Le film se termine par une fin ouverte dans laquelle Pilar, escortée par ses collègues, récupère ses affaires chez elle pour commencer une nouvelle vie, pendant qu'Antonio la regarde pensivement.
Selon les mots d'Icíar Bollaín :

« Je te donne mes yeux raconte l'histoire de Pilar et Antonio mais aussi de ceux qui les entourent, une mère qui consent, une sœur qui ne comprend pas, un fils qui regarde et se tait, des amis, une société et une ville comme Tolède, cela ajoute avec sa splendeur artistique et son poids historique et religieux une dimension de plus à cette histoire d'amour, de peur, de contrôle et de pouvoir. »

## Fiche technique
- Titre : Ne dis rien
- Titre original : Te doy mis ojos
- Réalisation : Icíar Bollaín
- Scénario : Icíar Bollaín et Alicia Luna
- Images : Carles Gusi
- Son : Eva Valiño, Pelayo Gutiérrez
- Musique : Alberto Iglesias
- Production : Santiago García de Leániz, Enrique González Macho, La Iguana, Alta Produccion
- Pays d'origine :  Espagne
- Lieu de tournage : Tolède, Madrid
- Format : Couleurs
- Genre : Drame
- Durée : 106 minutes
- Date de sortie : 
  -  Espagne : 10 octobre 2003

## Distribution
- Laia Marull : Pilar
- Luis Tosar : Antonio
- Rosa María Sardá : Aurora
- Candela Peña : Ana
- Kiti Manver : Rosa
- Sergi Calleja : le thérapeute
- Nicolás Fernández Luna : Juan
- Dave Mooney : John
- Elisabet Gelabert : Lola
- Chus Gutiérrez : Raquel
- Elena Irureta : Carmen

## Thème
Le thème des violences conjugales est ici abordé par la cinéaste madrilène qui avait déjà exploré le sujet avec le court-métrage écrit et coréalisé avec Alicia Luna Amores que matan en 2000.

## Distinctions

### Récompenses
- Festival de Saint-Sébastien 2003 :
  - Coquille d'argent du meilleur acteur pour Luis Tosar
  - Coquille d'argent de la meilleure actrice pour Laia Marull

- Prix Goya 2004 :
  - Meilleur film
  - Meilleur réalisateur pour Icíar Bollaín
  - Meilleure actrice pour Laia Marull
  - Meilleur acteur pour Luis Tosar
  - Meilleur second rôle féminin pour Candela Peña
  - Meilleur scénario original pour Icíar Bollaín et Alicia Luna
  - Meilleur son

- Festival international du film de femmes de Créteil 2004 : Prix du public du meilleur film de fiction